# ماسیمیلیانو سفورزا
ماسیمیلیانو سفورزا (انگلیسی: Maximilian Sforza; ۲۵ ژانویهٔ ۱۴۹۳ – ۴ ژوئن ۱۵۳۰) دوک میلان از دودمان سفورزا و پسر لودوویکو اسفورزا بود. او ار ۱۵۱۲ تا ۱۵۱۵ بر میلان حکومت کرد. قبل از ۱۵۱۲ حکومت میلان در دست پادشاه لوئی دوازدهم فرانسه و پس از ۱۵۱۵ و شکست ماسیمیلیانو در نبرد مارینیانو در دست فرانسوای اول پادشاه فرانسه بود. ماسیمیلیانو در آن نبرد از سوی نیروهای فرانسه که در حال بازگشت بودند به اسارت درآمد. او در ازای ۳۰۰۰۰ دوکات ادعای خود بر میلان را رها کرد و بقیه عمرش را در فرانسه زندگی نمود.
در کودکی پدر او توانست رضایت پادشاه انگلستان هنری هفتم را برای ازدواج دختر کوچکش ماری تودور با ماسیمیلیانو را به دست آورد ولی در جریان جنگ با فرانسه هنری هفتم از ماسیمیلیانو حمایت نکرد.